# 藍腳鰹鳥
藍腳鰹鳥（學名：Sula nebouxii）是一種鰹鳥。牠們棲息在熱帶及亞熱帶的太平洋島嶼，當中最著名的有厄瓜多爾的科隆群島（加拉帕戈斯群島），亦是查爾斯·達爾文首次對藍腳鰹鳥進行廣泛研究的地方。
藍腳鰹鳥的種名得名自法國博物學家阿道夫-西蒙·內布，他對於19世紀中葉在加拉巴哥群島的鳥類學研究有很大的貢獻。

## 特徵
藍腳鰹鳥平均長81厘米，重1.5公斤，雌鳥比雄鳥稍大。呈棕色的雙翼長而尖，尾巴呈楔狀。牠們的頸部強壯而厚，頭部及頸部都呈淺棕色。藍腳鰹鳥的眼睛在喙的兩側，面向前方。牠們有非常好的立體視覺。牠們的眼睛是黃色的，雄鳥的虹膜比雌鳥的更黃。牠們的鼻孔緊閉，適合牠們潛水的特性。牠們呼吸是經口部。牠們的腳呈淡藍綠色至深水藍色。雄鳥及雛鳥腳的顏色較淺色。

## 分佈及棲息地
藍腳鰹鳥分佈在太平洋東岸，由加利福尼亞州至科隆群島及秘魯。牠們是海鳥，只會在繁殖及養育雛鳥的時候才到東太平洋的岩岸上。
一隻藍腳鰹鳥可能需要防衛2個或3個築巢地點，直到藍腳鰹鳥在生蛋前的一個多星期才選定一個鳥巢。最終，這些鳥巢會組會一個巨大的群聚。在築巢的時候，雌鳥會終日面向太陽，因此，鳥巢的四周會佈滿排泄物。

## 繁殖

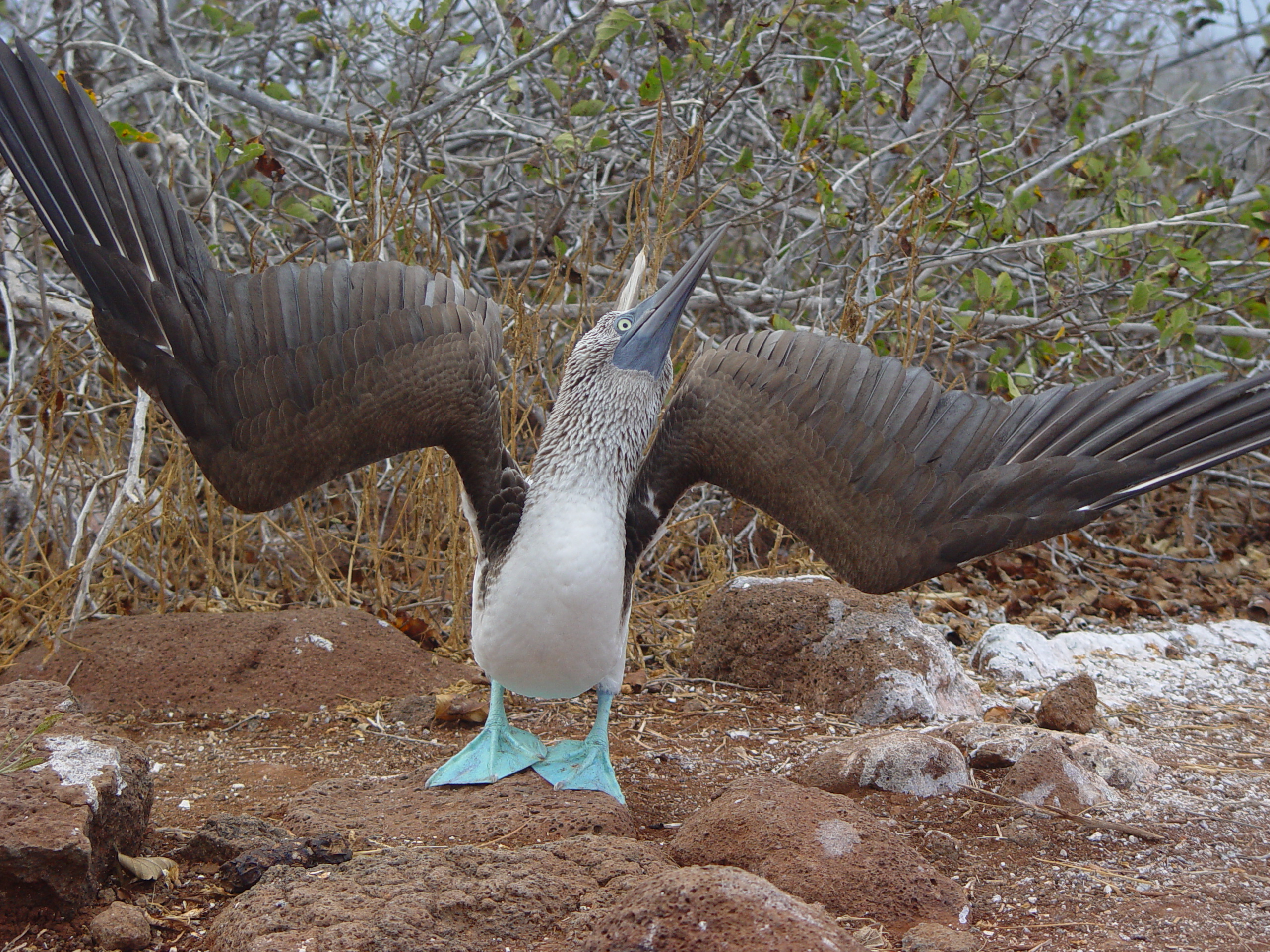
正在示愛的藍腳鰹鳥。

藍腳鰹鳥的示愛方式包括雄鳥會炫耀自己的腳及跳舞來吸引雌鳥。在跳舞期間，雄鳥會張開雙翼，雙腳踏在地上。藍腳鰹鳥是一夫一妻制的，但也有重婚的可能。牠們會重回到自己的繁殖地。牠們的繁殖期約為8－9個月。當交配時，雌鳥會巡行，雄鳥會將其頭部及尾巴提向天空，雙翼背向雌鳥。蓝脚鲣鸟会发出沙哑的、多音节的呼噜声或是尖啸声。雄鳥會發出高音的哨叫聲，会对滑行而过的雌鸟举头啸鸣。牠們並非季節性繁殖的，而是機會主義者。

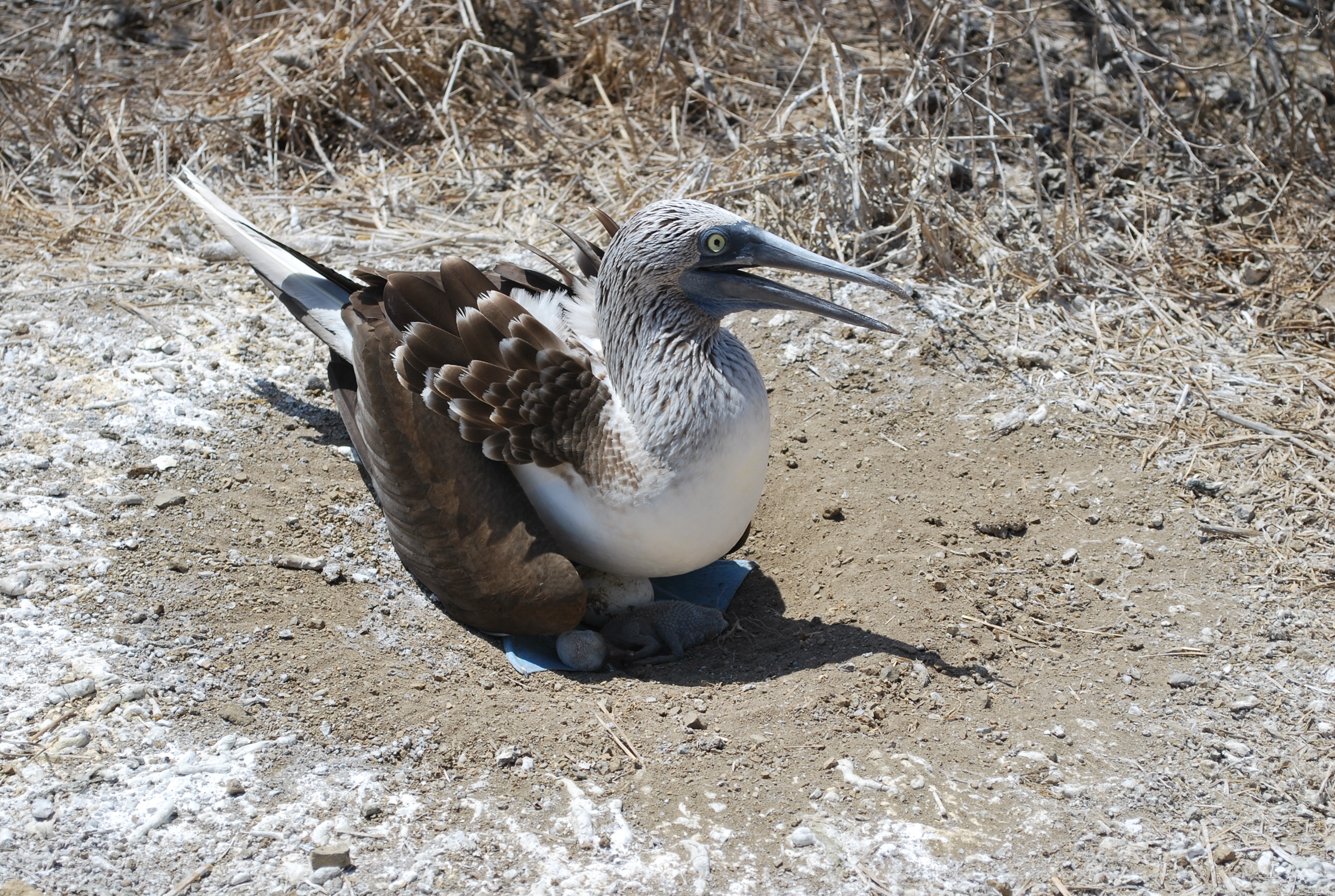
藍腳鰹鳥與其蛋及雛鳥。

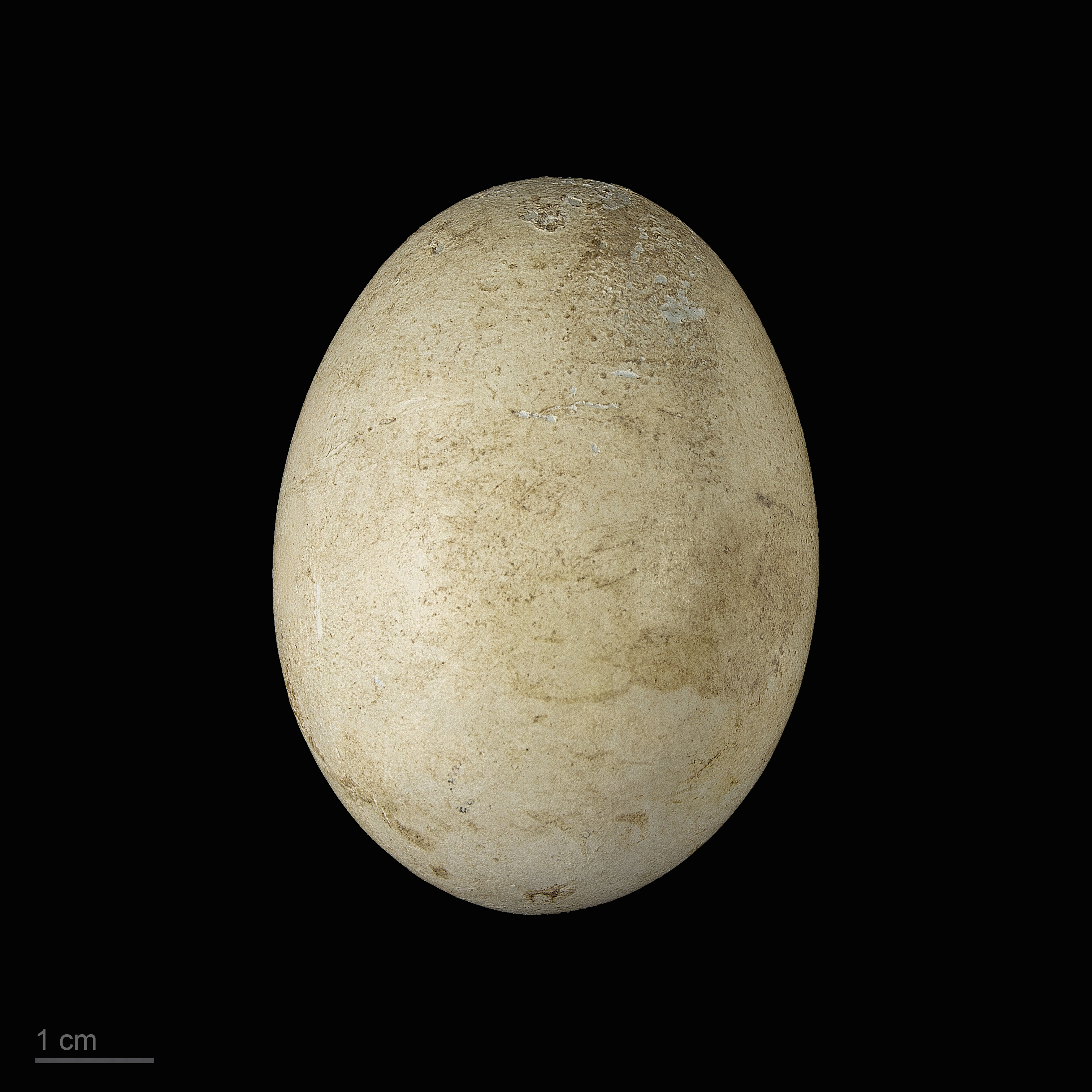
Sula nebouxii

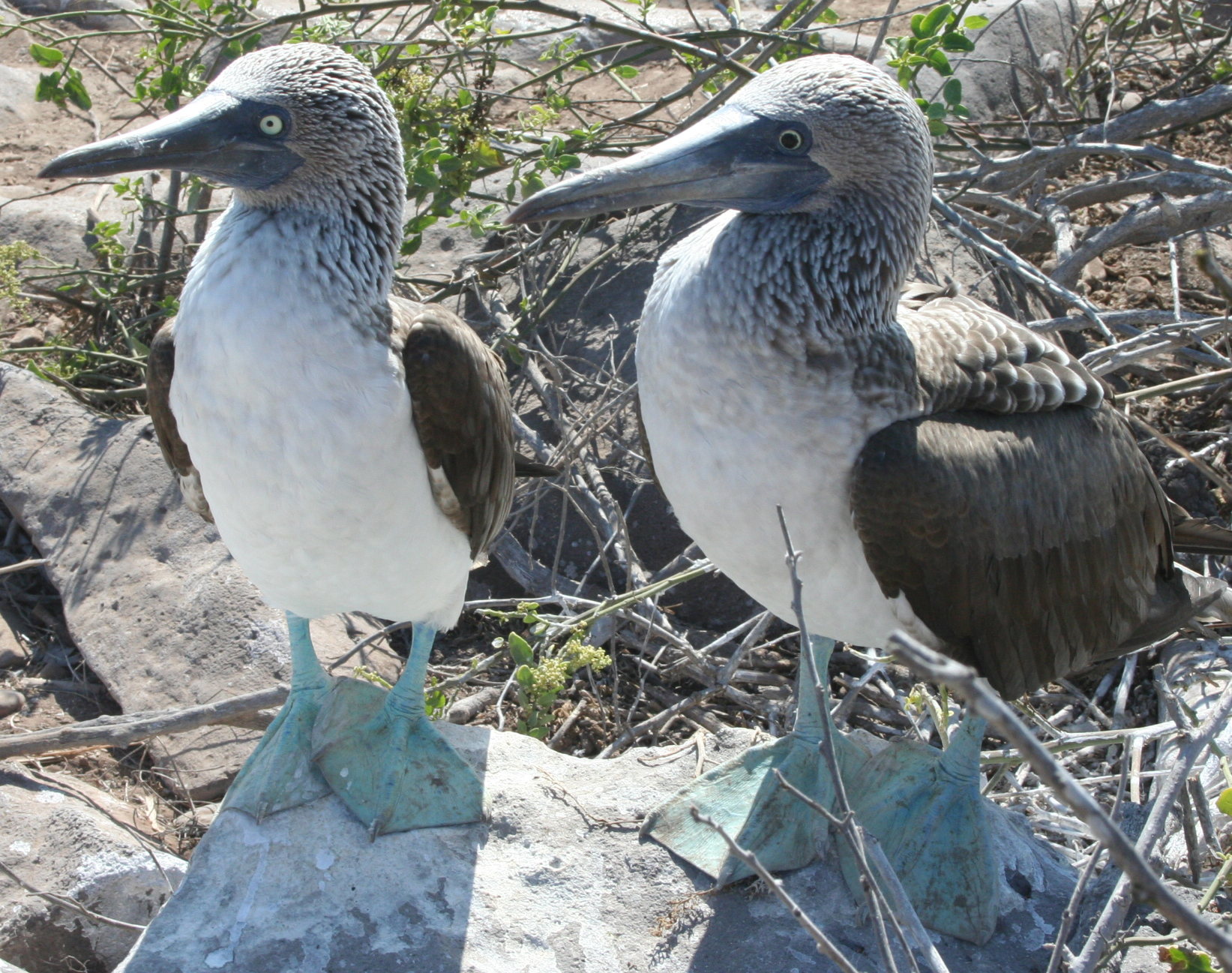
雄鸟瞳孔比雌鸟小，爪色比雌鸟浅，体型比雌鸟小

雌鳥每次會生2－3隻蛋。雄鳥及雌鳥會輪流孵蛋，而不孵蛋的則會負責監檢。由於藍腳鰹鳥沒有孵卵斑，牠們會用腳來保溫。雛鳥初期不能控制體溫，要到一個月大才可以。藍腳鰹鳥是兩種會哺育多於一隻雛鳥的鰹鳥之一。這是由於雄鳥適合潛入淺水中，經常提供食物予雛鳥。雛鳥會吃成年口中的反芻物。若父母沒有足夠的食物，牠們只會餵最大的雛鳥，以確保最高的生存率。牠們最初會保衛2－3個巢穴，直至生蛋前幾星期才選擇適合的。孵化期為41－45天。牠們會在黑熔岩的凹陷處築巢。雌鳥會面向太陽，故巢周圍會積聚排泄物。

## 食性

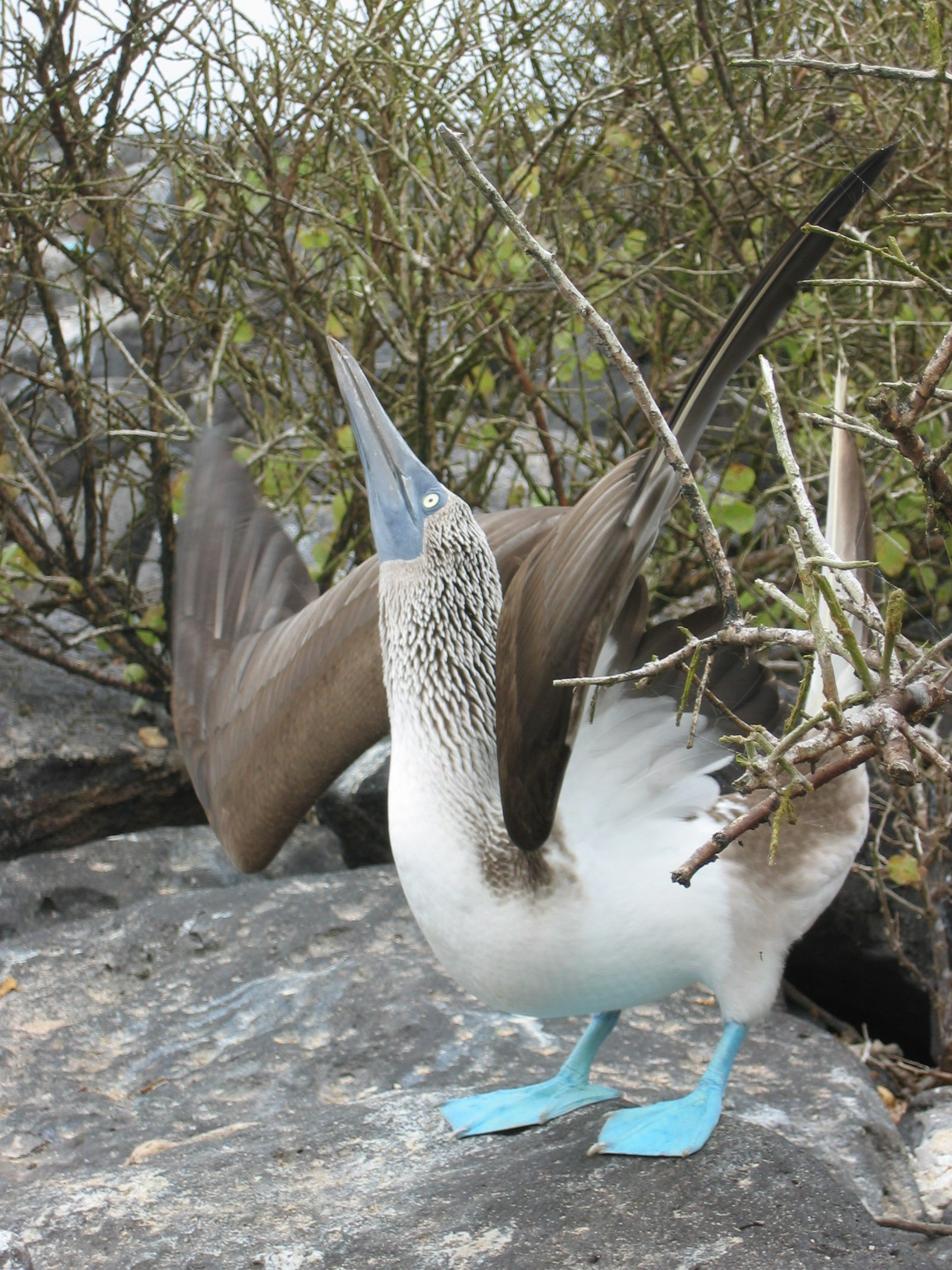
求偶表演

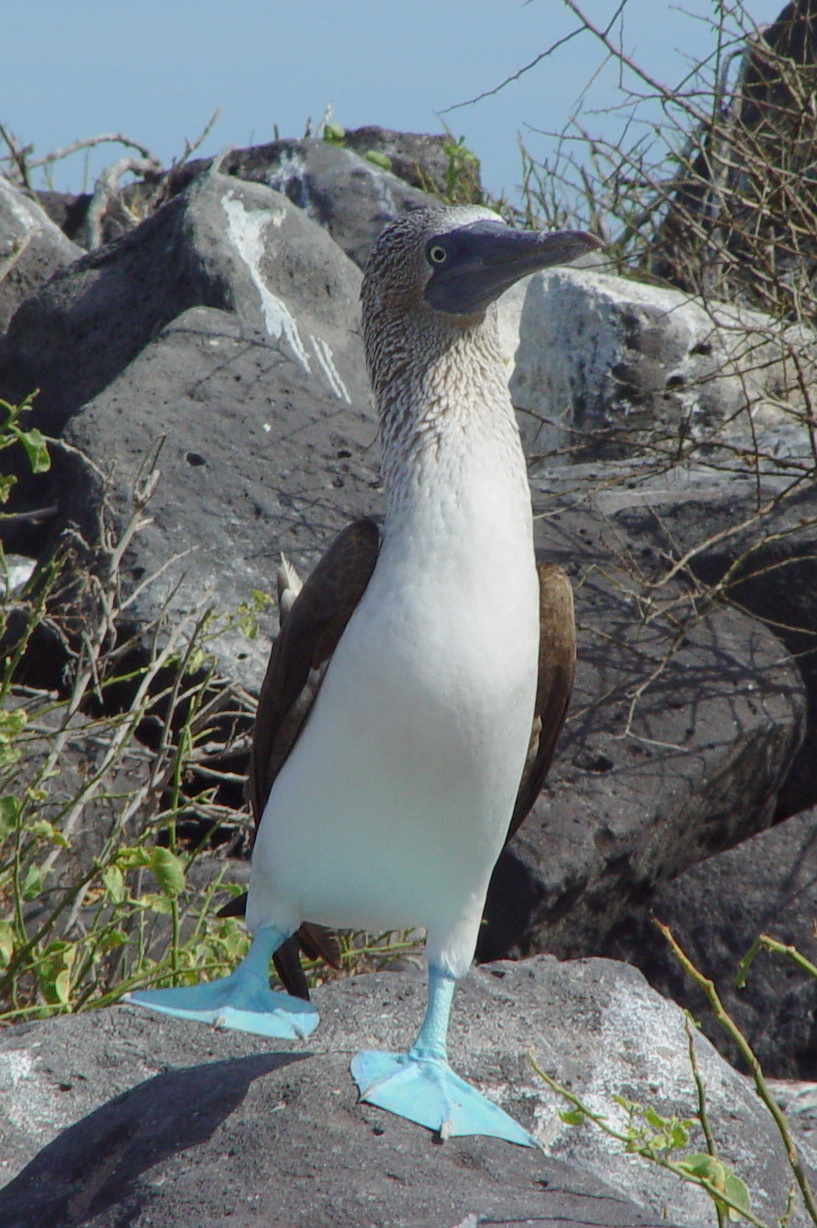
炫耀自己的脚

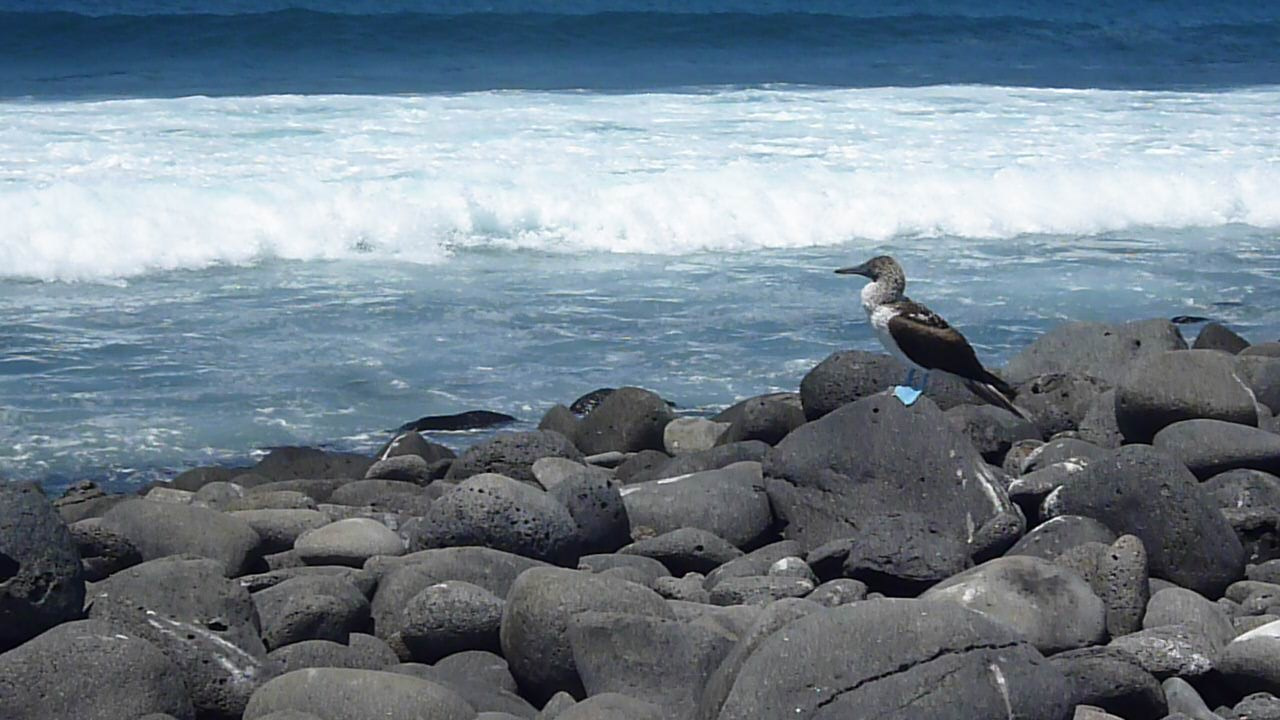
棲息於北西摩島海岸的藍腳鰹鳥。

藍腳鰹鳥差不多完全只吃魚類，特別是細小的沙丁魚、鯷科、鯖魚及飛魚。牠們也會吃烏賊及下水。
藍腳鰹鳥會潛入水中，在水中游泳追蹤獵物。牠們會單獨、成對及甚至成群獵食。牠們會組成約12隻的群族一同追蹤魚群。當帶頭的看見水中的魚類時，就會向其餘的成員發出訊號，所有一同潛入水覓食。不過，成員們不會一同吃食，而是單獨在早上或下午吃食。藍腳鰹鳥會從10－30.5米的空中，甚至高達100米的高空衝入水中。牠們衝入水中的速度約為每小時97公里，插入水深達25米的地方。牠們會在水中即時吃食獵物。雄鳥較為細小，其尾巴較大，能輕易改變方向，故適合在淺水中獵食。雌鳥身體較大及可以取走更多食物，並將反芻的食物帶給雛鳥。雄鳥會在孵化的初期餵飼雛鳥，因牠們會較快帶回食物。當食物需求增加時，雌鳥則負責提供食物。